# 2025년 문학
이 문서는 2025년의 문학 행사 및 출판물에 대한 정보를 담고 있다.

## 기념일
- 1월 14일 – 미시마 유키오 1925년 출생 (100주년).
- 1월 18일 – 질 들뢰즈 1925년 출생 (100주년).
- 1월 20일 – 에르네스토 카르데날 1925년 출생 (100주년).
- 1월 20일 – 오이겐 곰링거 1925년 출생 (100주년).
- 2월 1일 – 알프레드 그로서 1925년 출생 (100주년).
- 2월 4일 – 러셀 호반 1925년 출생 (100주년).
- 2월 6일 – 프라무댜 아난타 투르 1925년 출생 (100주년).
- 2월 22일 – 에드워드 고리 1925년 출생 (100주년).
- 2월 24일 – 에텔 아드난 1925년 출생 (100주년).
- 3월 10일 – 마놀리스 아나그노스타키스 1925년 출생 (100주년).
- 3월 12일 – 해리 해리슨 1925년 출생 (100주년).
- 3월 21일 – 피터 브룩 1925년 출생 (100주년).
- 3월 25일 – 플래너리 오코너 1925년 출생 (100주년).
- 5월 11일 – 후벵 폰세카 1925년 출생 (100주년).
- 5월 27일 – 장폴 아롱 1925년 출생 (100주년).
- 5월 27일 – 토니 힐러먼 1925년 출생 (100주년).
- 6월 10일 – 제임스 설터 1925년 출생 (100주년).
- 6월 30일 – 필리프 자코테 1925년 출생 (100주년).
- 7월 19일 – 장피에르 페이 1925년 출생 (100주년).
- 7월 20일 – 프란츠 파농 1925년 출생 (100주년).
- 7월 26일 – 아나 마리아 마투테 1925년 출생 (100주년).
- 8월 1일 – 에른스트 잔들 1925년 출생 (100주년).
- 9월 6일 – 안드레아 카밀레리 1925년 출생 (100주년).
- 10월 3일 – 고어 비달 1925년 출생 (100주년).

## 새로운 책들
각 제목 뒤의 날짜는 미국 출판일을 나타내며, 달리 명시되지 않은 경우이다.

### 소설
| 저자                     | 제목                                        | 출판일   | 참조   |
| ------------------------ | ------------------------------------------- | -------- | ------ |
| 아리아 에이버            | 굿 걸                                       | 1월 14일 | [ 1 ]  |
| 치마만다 응고지 아디치에 | 드림 카운트                                 | 3월 4일  | [ 2 ]  |
| 아말 엘모타르            | 뿌리 깊은 강                                | 3월 4일  | [ 3 ]  |
| 데이비드 솔로이          | 살                                          | 3월 11일 | [ 4 ]  |
| 수잔 콜린스              | 선라이즈 온 더 리핑                         | 3월 18일 | [ 5 ]  |
| 압둘라자크 구르나        | 도둑                                        | 3월 18일 | [ 6 ]  |
| 벤 오크리                | 마담 소소스트리스와 상심한 자들을 위한 축제 | 3월 18일 | [ 7 ]  |
| 린지 데이비스            | 시체가 있을 것이다                          | 4월 3일  | [ 8 ]  |
| 케이티 키타무라          | 오디션                                      | 4월 8일  | [ 9 ]  |
| 이사벨 아옌데            | 내 이름은 에밀리아 델 발레                  | 5월 6일  | [ 10 ] |
| 오션 브엉                | 환희의 황제                                 | 5월 13일 | [ 11 ] |
| 제시 엘런드              | 위층 숙녀                                   | 5월 22일 | [ 12 ] |
| 존 스칼지                | 달이 당신의 눈을 때릴 때                    | 3월 25일 | [ 13 ] |
| 스티븐 킹                | 결코 움츠리지 마라                          | 5월 27일 | [ 14 ] |
| 이언 매큐언              | 우리가 알 수 있는 것                        | 9월 18일 | [ 15 ] |

### 아동 및 청소년
| 저자 | 제목 | 출판일 | 참조 |
| ---- | ---- | ------ | ---- |

### 시
| 저자      | 제목             | 출판일   | 참조 |
| --------- | ---------------- | -------- | ---- |
| 로비 코번 | 철사 속의 망아지 | 5월 28일 |      |

### 비소설
| 저자 | 제목 | 출판일 | 참조 |
| ---- | ---- | ------ | ---- |

### 전기 및 회고록
| 저자 | 제목 | 출판일 | 참조 |
| ---- | ---- | ------ | ---- |

## 사망
| 개인                 | 배경                                                                                  | 사망일   | 나이 | 사망 원인     | 참조   |
| -------------------- | ------------------------------------------------------------------------------------- | -------- | ---- | ------------- | ------ |
| 데이비드 로지        | 영국 작가 및 평론가 (작은 세상: 학문적 로맨스, 장소 바꾸기, 영화 관람객)              | 1월 1일  | 89   |               | [ 16 ] |
| 조셉 모닝어          | 미국 소설가 및 학자 (편지)                                                            | 1월 1일  | 71   | 폐암.         | [ 17 ] |
| 티디앙 디아키테      | 말리 출신 프랑스 역사가 및 학자                                                       | 1월 2일  | 80   |               | [ 18 ] |
| 노린 리올스          | 영국 소설가 및 수필가                                                                 | 1월 2일  | 98   |               | [ 19 ] |
| 하워드 부텐          | 미국 작가 및 광대                                                                     | 1월 3일  | 74   |               | [ 20 ] |
| 앤드류 파이퍼        | 캐나다 소설가                                                                         | 1월 3일  | 56   | 암            | [ 21 ] |
| 피터 샤프            | 네덜란드 싱어송라이터 및 작가                                                         | 1월 3일  | 78   |               | [ 22 ] |
| 호세 클라에르        | 캐나다 소설가 및 시인                                                                 | 1월 4일  | 61   |               | [ 23 ] |
| 리처드 포먼          | 미국 극작가 (포테이토랜드의 로다)                                                     | 1월 4일  | 87   | 폐렴          | [ 24 ] |
| 나 드수자            | 인도 소설가 및 단편 작가                                                              | 1월 5일  | 87   |               | [ 25 ] |
| 이회성               | 일본-대한민국 소설가                                                                  | 1월 5일  | 89   |               | [ 26 ] |
| 프란티셰크 슈마헬    | 체코 역사가 및 학자                                                                   | 1월 5일  | 90   |               | [ 27 ] |
| 헨리 바젤            | 캐나다 시인, 극작가 및 편집자                                                         | 1월 9일  | 95   |               | [ 28 ] |
| 무흐타르 마가우인    | 카자흐스탄 작가, 번역가 및 평론가                                                     | 1월 9일  | 84   |               | [ 29 ] |
| 스테판 크라소비츠키  | 러시아 시인, 번역가 및 사제                                                           | 1월 10일 | 89   |               | [ 30 ] |
| 키스 듀허스트        | 영국 극작가 및 시나리오 작가                                                          | 1월 11일 | 93   |               | [ 31 ] |
| 폴 베나세라프        | 프랑스계 미국인 철학자                                                                | 1월 13일 | 94   |               | [ 32 ] |
| 앙드레 솔리에        | 벨기에 작가 및 삽화가                                                                 | 1월 13일 | 77   |               | [ 33 ] |
| 셸 예르세트          | 노르웨이 소설가 및 저널리스트                                                         | 1월 14일 | 78   |               | [ 34 ] |
| 리 구이시엔          | 대만 시인 및 번역가                                                                   | 1월 15일 | 87   |               | [ 35 ] |
| 제네비에브 칼레로    | 프랑스 소설가 및 레지스탕스 전사                                                      | 1월 16일 | 108  |               | [ 36 ] |
| 하워드 앤드류 존스   | 미국 작가 및 편집자                                                                   | 1월 16일 | 56   | 뇌암          | [ 37 ] |
| 리들리 윌스 2세      | 미국 작가 및 역사가                                                                   | 1월 16일 | 90   |               | [ 38 ] |
| 줄스 파이퍼          | 미국 만화가, 극작가 (노크 노크), 시나리오 작가 (뽀빠이, 먼로), 퓰리처상 수상자 (1986) | 1월 17일 | 95   | 심장 기능상실 | [ 39 ] |
| 쿨란타이 샨무갈링암  | 스리랑카 극작가                                                                       | 1월 17일 | 93   |               | [ 40 ] |
| 돈 큐핏              | 영국 철학자                                                                           | 1월 18일 | 90   |               | [ 41 ] |
| 잘랄 마티니          | 이란 작가 및 학자                                                                     | 1월 19일 | 96   |               | [ 42 ] |
| 마이클 롱리          | 북아일랜드 시인 (일본의 날씨)                                                         | 1월 22일 | 85   | 수술 합병증   | [ 43 ] |
| 타비시 메흐디        | 인도 시인 및 문학 평론가                                                              | 1월 22일 | 73   |               | [ 44 ] |
| 에스더 얀스마        | 네덜란드 작가 및 시인                                                                 | 1월 23일 | 66   | 암            | [ 45 ] |
| 조셉 A. 아마토       | 미국 역사가 및 작가                                                                   | 1월 24일 | 86   |               | [ 46 ] |
| 수잔 마시            | 미국 역사가 및 학자                                                                   | 1월 26일 | 94   |               | [ 47 ] |
| 마웅 킨 민           | 버마 작가 및 언어학자                                                                 | 1월 27일 | 83   |               | [ 48 ] |
| 마리나 콜라산티      | 이탈리아-브라질 작가, 번역가 및 저널리스트                                            | 1월 28일 | 87   |               | [ 49 ] |
| 마흐무드 사이드      | 이라크 태생 미국 소설가 및 단편 작가                                                  | 1월 28일 | 86   |               | [ 50 ] |
| 톰 로빈스            | 미국 소설가                                                                           | 2월 9일  | 92   |               | [ 51 ] |
| 안토닌 마이예        | 캐나다 소설가 및 극작가                                                               | 2월 17일 | 95   |               | [ 52 ] |
| 조셉 왐보            | 미국 소설가                                                                           | 2월 28일 | 88   | 식도암        | [ 53 ] |
| 드니스 부셰          | 캐나다 시인 및 극작가                                                                 | 3월 18일 | 89   |               | [ 54 ] |
| 마리오 바르가스 요사 | 페루 소설가, 노벨 문학상 수상자 (2010)                                                | 4월 13일 | 89   |               | [ 55 ] |
| 주디스 코피톤        | 캐나다 시인 및 극작가                                                                 | 5월 15일 | 85   |               | [ 56 ] |
| 에드먼드 화이트      | 미국 소설가                                                                           | 6월 3일  | 85   |               | [ 57 ] |
| 빅토르레비 볼리외    | 캐나다 극작가                                                                         | 6월 9일  | 79   |               | [ 58 ] |
| 드니스 샤보          | 캐나다 소설가 및 저널리스트                                                           | 6월 24일 | 80   |               | [ 59 ] |

## 수상
| 상                          | 부문                        | 작가              | 제목                             | 참조   |
| --------------------------- | --------------------------- | ----------------- | -------------------------------- | ------ |
| Amazon.ca First Novel Award | Amazon.ca First Novel Award | 발레리 바         | 지하                             | [ 60 ] |
| 캐롤 실즈 소설상            | 캐롤 실즈 소설상            | 카니시아 루브린   | 코드 누아르                      | [ 61 ] |
| 스티븐 리콕 추모 유머 메달  | 스티븐 리콕 추모 유머 메달  | 내털리 수         | 이 편지가 잘 전달되기를 바랍니다 | [ 62 ] |
| 트릴리움 북 어워드          | 영어 산문                   | 모리스 벨레쿠프   | 이 시간을 함께해서 정말 기뻐     | [ 63 ] |
| 트릴리움 북 어워드          | 영어 시                     | 제이크 번         | 아빠                             | [ 63 ] |
| 트릴리움 북 어워드          | 프랑스어 산문               | 아리스토텔 카붕구 | 콩고의 셀린                      | [ 63 ] |
| 트릴리움 북 어워드          | 프랑스어 시 또는 아동       | 미레이 메시에     | 마법 모자                        | [ 63 ] |

## 주목할 만한 신작 영화 및 TV 시리즈 (책 원작)
다음은 2025년에 초연/방영될 것으로 예상되는 가장 유명한 영화 및 텔레비전 작품들이다.
| 제목                     | 영화/TV 시리즈의 원작 책          | 유형 | 장르                              | 개봉일/방영일   | 배급사 / 원작 방송 네트워크 |
| ------------------------ | --------------------------------- | ---- | --------------------------------- | --------------- | --------------------------- |
| "도그 맨"                | 데이브 필키의 "도그 맨"           | 영화 | 슈퍼히어로 영화, 코미디           | 2025년 1월 15일 | 유니버설 픽처스             |
| "더 몽키"                | 스티븐 킹의 "더 몽키"             | 영화 | 코미디, 공포                      | 2025년 2월 21일 | 네온                        |
| "미키 17"                | 에드워드 애슈턴의 "미키7"         | 영화 | SF                                | 2025년 3월 7일  | 워너 브라더스               |
| "백설공주"               | 그림 형제의 "백설 공주"           | 영화 | 뮤지컬, 판타지                    | 2025년 3월 21일 | 월트 디즈니                 |
| "배드 가이즈 2"          | 아론 블레이비의 "배드 가이즈"     | 영화 | 애니메이션, 하이스트 영화, 코미디 | 2025년 8월 1일  | 유니버설 픽처스             |
| "프리키 프라이데이 2"    | 메리 로저스의 "프리키 프라이데이" | 영화 | 코믹 판타지                       | 2025년 8월 8일  | 월트 디즈니                 |
| "피어 스트리트: 프롬 퀸" | R. L. 스타인의 "더 프롬 퀸"       | 영화 | 공포                              | 미정            | 넷플릭스                    |
| "더 러닝 맨"             | 스티븐 킹의 "더 러닝 맨"          | 영화 | SF, 액션                          | 2025년 11월 7일 | 파라마운트 픽처스           |